# Eucosmodontidae
Los eucosmodóntidos (Eucosmodontidae) son una familia fósil de mamíferos multituberculados. Se conocen especímenes que datan del Cretácico Superior al Eoceno Inferior de Norteamérica, y del Paleoceno Inferior al Eoceno inferior de Europa. Esta familia podría estar relacionada con los Djadochtatherioidea o con los Taeniolabidoidea (Lofgren et al.). Aparte de algún trozo mandibular, la evidencia fósil se limita a los dientes.